# Unreleased (компіляція Андре Нікатіни)
 Unreleased — компіляція американського репера Андре Нікатіни, видана у 2001 р. Реліз продавали на концертах, з автівок, його також можна було придбати після особистого контактування з Ніком Пісом. До компіляції потрапили рідкісні й раніше невипущені треки.

## Список пісень
1. «Dre Dog» — 0:47
2. «Candy Rain» — 1:54
3. «The Ave.» (Murder Remix) — 3:57
4. «I Love U Rose» — 1:16
5. «Son of an Angel» — 3:27
6. «Coka Cola» — 3:03
7. «Minnesota Masterpiece» — 1:34
8. «A Quarter to 4» — 4:06
9. «Sweet Sun Duck» — 2:04
10. «Bonus» — 5:07
11. «Messin Around» — 7:27